# Acefaat
Acefaat (ISO-naam) is een organische fosforverbinding (organothiofosfaat) die als insecticide gebruikt wordt, maar waarvan het gebruik inmiddels is verboden in de Europese Unie. In de Verenigde Staten is acefaat nog toegelaten voor bepaalde teelten.
Merknamen van bestrijdingsmiddelen op basis van acefaat waren onder andere Orthene en Ypsilon. Ze werden gebruikt tegen luizen bij de teelt van bloemisterij- en boomkwekerijgewassen, vaste planten, aardappelen, kolen, bloembollen.
In de Europese Unie mogen geen producten op basis van acefaat meer toegelaten worden sedert 2003; de bestaande voorraden mochten nog tot juli 2004 opgebruikt worden.
De stof kan effecten hebben op het zenuwstelsel en het bloed. De effecten kunnen met vertraging optreden. Het is een cholinesteraseremmer. Acefaat is ook zeer giftig voor bijen.